# Chloé Thévenin
Pour les articles homonymes, voir Chloé et Thévenin.
Chloé Thévenin, utilisant généralement comme nom de scène le mononyme Chloé, est une compositrice, productrice et DJ de musique électronique française, née le 20 avril 1976. Elle compose également pour le cinéma et le spectacle vivant.

## Biographie
Chloé Thévenin est une artiste de musique électronique, née le 20 avril 1976 à Paris. Chloé a été étudiante en droit à l'Université Panthéon-Assas. Elle commence à mixer vers 1995 dans divers lieux parisiens : à l'Élysée-Montmartre où elle a été résidente des soirées Panik, au Pulp, au Batofar, à la Mezzanine de l'Alcazar (dont elle mixera le volume 2 des compilations éponymes). Résidente du Pulp et notamment des soirées No dancing please, elle s'y lie d'amitié avec Sextoy et Ivan Smagghe.
Elle a sorti son premier maxi Erosoft sur le label Karat en 2002 et une compilation intitulée I Hate Dancing en 2004. 
En 2005 elle co-fonde le label Kill the DJ avec Ivan Smagghe. Parallèlement elle se produit beaucoup en France et à l'étranger, notamment au Rex Club à Paris où elle a ses soirées en résidence Lumière Noire, déclinées en label trois ans plus tard, au Robert Johnson à Francfort (où elle a été résidente durant de nombreuses années et dont elle a mixé le premier opus CD sorti le label Live at Robert Johnson en 2008), au Watergate, au Panorama Bar à Berlin, ou encore au club Fabric à Londres[réf. nécessaire]. Elle a produit de nombreux maxis sur des labels étrangers comme le label Diynamic de Solomun ou le label Permanent Vacation[réf. nécessaire].
En 2007, elle sort son premier album The Waiting Room. Son second album, One in Other est sorti en 2010 et a été nommé aux Victoires de la musique[réf. nécessaire].
Elle se tourne de plus en plus vers la performance live[réf. nécessaire].
En 2011, elle présente Chasser croiser, le surréel et son écho au Centre Georges Pompidou, une performance live sur le thème du surréalisme. Ce projet a été proposé par l'Atelier de création radiophonique (ACR) et existe dans un format de livre audio et photos portant le même nom sorti aux Editions Dis Voir.
En 2012, la Cinémathèque Française lui commande la musique de la version restaurée par le British Film Institute de Blackmail, le dernier film muet d’Alfred Hitchcock, qu’elle joue en live en accompagnant le film.
En 2016, Chloé commence un duo live avec la musicienne percussionniste Vassilena Serafimova[réf. nécessaire]. En juillet 2017 elles sont invitées au Studio Venezia de Xavier Veilhan, artiste français qui représente la France à la Biennale de Venise. Là, elles enregistrent de nouveaux morceaux et créent leur live. Elles se sont produites depuis dans de nombreuses salles[réf. nécessaire].
En 2017, Chloé crée son label Lumière Noire records, sur lequel elle sort les productions musicales des artistes Il est Vilaine, Sutja Gutierrez, Inigo Vontier, Markus Gibb, Destiino (alias Yuksek) et bien d'autres[réf. nécessaire]. Le label organise également des soirées dans les lieux comme Centquatre-Paris, le Centre Pompidou, le Musée Guggenheim de Bilbao, la Machine du Moulin Rouge et le Rex Club à Paris[réf. nécessaire].
En octobre 2017 elle sort son troisième album, Endless Revisions sorti sur son label Lumière Noire. L'album inclut des collaborations de Rhys Chatham, Ben Shemie (du groupe Suuns), et Alain Chamfort.
En 2020, Chloé Thévenin collabore avec le musicien Pete Harden pour composer la musique du projet Static Shot de la chorégraphe Maud Le Pladec, dont un EP sera publié sur Lumière Noire à l'occasion du Disquaire Day. L'année suivante, Chloé Thévenin collabore à nouveau avec Maud Le Pladec sur le projet counting stars with you (musique femmes)[réf. nécessaire].
En parallèle, Chloé Thévenin compose plusieurs bandes originales pour le cinéma. En 2017, elle participe à la musique du film Paris la blanche de Lidia Terki, avec laquelle elle collabore depuis ses formats moyens et courts. Elle compose également la musique originale du premier court-métrage de l'actrice belge Marie Kremer, Le Pérou, présenté au Festival de Cannes dans le cadre des Talents Adami, du long métrage Je ne suis pas un salaud d'Emmanuel Finkiel (2014) et du film documentaire Guru, une famille hijra d'Axelle Le Dauphin et Laurie Colson (2016).
Chloé Thévenin a été mandatée par France Culture pour produire l'habillage sonore de la station à compter de la rentrée 2021. Cet habillage a été utilisé jusqu'à la rentrée 2024[réf. nécessaire].
Au côté de nombreux autres artistes français de la scène électronique, elle participe à la cérémonie de clôture des Jeux paralympiques de Paris 2024, qui a lieu au Stade de France.

### Discographie

#### Albums
- The Call (High Season / Chloé & Ben Shemie) – 2023
- Sequenza (Chloé & Vassilena Serafimova) – 2021
- Endless Revisions – 2017
- B.O du film Paris la Blanche (Lumière Noire) – 2017
- One In Other – 2010
- The Waiting Room – 2007

#### Compilations
- Live at Robert Johnson – 2009
- Kill the DJ : The Dysfunctional Family avec Ivan Smagghe – 2006
- I Hate Dancing – 2004
- Mezzanine De L'Alcazar Volume 2 CD SÉDUCTION TIME – 2002

#### Singles et EPs
- Mars 500 EP (Permanent Vacation) – 2021
- Static Shot EP (B.O spectacle de Maud Le Pladec) Chloé Thévenin & Pete Harden (Lumière Noire) – 2021
- Sudden Impact EP (Diynamic) – 2019
- Balani / Dvé Hubavi Otchi – Chloé & Vassilena Serafimova (Radio France) – 2018
- The Dawn EP + Dixon Remix (Lumière Noire) – 2017
- The Dawn EP (Lumière Noire) – 2017
- Last Gasp EP (My Favorite Robot) – 2013
- Smash EP (Throne of Blood) – 2013
- Missing Time avec My Favorite Robot (N°19 Records) – 2013
- Watch Out EP (Bpitch Control) – 2012
- As You Sleep (Karat Records) – 2012
- Casus Belli avec Krikor (Playhouse) – 2009
- Let's Way avec Krikor (Resopal) – 2008
- Be Kind to Me EP (Kill the DJ) – 2007
- Suspended EP (Kill the DJ) – 2007
- Afterblaster avec Alexkid – 2006
- Point Final / Hand in Hand EP avec Sascha Funke (Bpitch Control) – 2006
- Around EP (Kill the DJ) – 2006
- What's The Matter (Karat Records) – 2006
- Troubles (Karat Records) – 2005
- Take Care (Crack'n Speed) – 2004
- The Forgotten EP (Karat) – 2004
- The Flick of the Switch (Dialect) – 2004
- Erosoft EP (Karat Records) – 2002

#### Remixes
- Mirwais - 2016 My Generation (Chloé Remix) – 2021
- Malik Djoudi - Essentiel (Chloé Remix) (Cinq7) – 2021
- Ezéchiel Pailhès - Sans Oublier (Chloé Remix) (Circus Company) – 2021
- Thomas Enhco & Vassilena Serafimova - Miroirs (Chloé Remix) – 2021
- Urban Village - Izivunguvungu (Chloé Remix) (No Format) – 2020
- Benjamin Fröhlich feat. Dreamcast - Last Night (Chloé Remix) (Permanent Vacation) – 2020
- Dombrance - Poutou (Chloé Remix) – 2020
- Yuksek Feat. Confidence Man - Gorgeous (Chloé Remix) – 2020
- Holy Fuck feat. Nicholas Allbrook - Free Gloss (Chloé Remix) – 2020
- Yotto - Kantsu (Chloé Remix) (Anjunadeep Records) – 2019
- Dave Clarke featuring Louisahhh - Is Vic There? (Skint Records) – 2018
- Camille - Les Loups (Because Music) – 2018
- Easter - Chloé Remix (LDDLM) – 2017
- Monkey Safari - Matters (Chloé Remix) (Hommage) – 2016
- Le Carousel feat. Phil Kieran - Forget Me Not (Chloé Remix) (PK Records) – 2014
- Daypak & Padberg - Layers (Chloé Remix) (Moferry Records) – 2014
- Douglas Greed - Driven (Chloé Soft Mix) (Bpitch Control Records) – 2013
- Troy Pierce - Softcore (Chloé Remix) (Items & Things) – 2013
- Miss Kittin - You (Chloé Mix) (Sphere Records) – 2013
- My Favorite Robot - Desensitize (Chloé Remix) (My Favorite Robot Records) – 2010
- Danton Eeprom - The Feminine Man (Chloé Remix) (Infiné) – 2009
- Arnaud Rebotini - CM (Chloé Remix) (Citizen Records) – 2009
- APM - 001 (Chloé Remix) (Family Name Rec.) – 2009
- Losoul - Care (Plein Soleil Remix) (Playhouse Rec.) – 2009
- Die Bierbaden - Wie un Vogel (Chloé Remix) (Shitkatapult) – 2009
- Alif Tree - Reality (Chloé Remix) (Compost Records) – 2009
- Poni Hoax - Images of Sigrid (Tigersushi Records) – 2009
- Junesex - The Ballad of Tom Scraw (Chloé Remix) (Junesex International Rec.) – 2008
- Barbara Morgenstern - Come to Berlin (Chloé Remix) (Monika Enterprise) – 2008
- Junior Boys - No Kind of Man (Chloé Remix) (Get Physical Records) – 2008
- Scratch Massive - Like You Said (Chloé Remix) (Châteaurouge Rec.) – 2007
- Rework - Love Love Love Yeah (Chloé Remix) (Playhouse Rec.) – 2007
- Krikor - The Elvises (Chloé’s Pelvis Mix) (Omerta Registrazione) – 2006
- As We Fall - Ride (Chloé’s Broken Leg Mix) (Tigersushi/Kill the DJ Rec.) – 2005
- Booka Shade - Memento (Chloé Remix) (Get Physical) – 2005
- Dynamo - The River of No Return (Chloé’s Return Remix) (Karat) – 2005
- Leroy Hangofer - Bathroom Boogie (Chloé Remix) (Gomma) – 2004
- Simon Says - Délivrance (Chloé Remix) (Battle) – 2004
- Quarck - Morte Nuit (Chloé Remix) (Naïve) – 2002
- Avril - The Date (Chloé’s Bad Boy Remix) (FCOM) – 2002
- Bosco - Novo Screen (Marie-Chantale Remix par Jennifer Cardini & Chloé) (Catalogue) – 2002
- Lady B - Devil Inside (Inside's Chloé Devil Remix) (Musiques Modernes) – 2002

## Filmographie
- Gourou, de Yann Gozlan (long métrage) – 2025
- Danse Mortelle, de Bastien Gens (documentaire) - 2025
- Le Gang des Amazones, de Melissa Drigeard (long métrage) – 2025
- Blanquita, de Fernando Guzzoni (long métrage) – 2023
- La Montagne, de Thomas Salvador (long métrage) – 2022
- Arthur Rambo, de Laurent Cantet (long métrage) – 2021
- Passed by Censor, de Serhat Karaaslan (long métrage) – 2019
- Paris la blanche, de Lidia Leber Terki (long métrage) – 2017
- Le Pérou, de Marie Kremer (court-métrage) – 2017
- Guru, a Hijra Family, de Laurie Colson & Axelle Le Dauphin (documentaire) – 2016
- Je ne suis pas un salaud, de Emmanuel Finkiel (long métrage) – 2015
- La Mirador, de Lidia Leber Terki (court-métrage) – 2004
- Mains courantes, de Lidia Leber Terki (court-métrage) – 2002